# Dialetto francese valdostano
Il francese valdostano (in francese: français valdôtain) è la varietà della lingua francese parlata in Valle d'Aosta. Sebbene sia mutuamente intellegibile con il francese standard, si tratta di una variante marcata a tutti i livelli: ortografico, fonetico, morfologico, sintattico e lessicale.

## Storia
Articolo dettagliato: Lingue della Valle d'Aosta#Storia

## Caratteristiche fonetiche

### Vocali
Per ciò che concerne la variante regionale del francese valdostano su un sostrato francoprovenzale, si osserva la velarizzazione della 'a' tonica (es. avocat pronunciato avocât) e la chiusura del 'eu' aperto (jeune pronunciato come jeûne).
A livello prosodico, l'accento valdostano si caratterizza inoltre per una debole nasalizzazione e per un'intonazione considerate come tipiche del sud della Francia. Le nasali possono provocare incomprensioni di tipo semantico ([gʁamɛʁə] ‘grammaire’ e ‘grand-mère’) o annullare la differenza tra le forme maschili e femminili ([ʃjɛn] ‘chiennes’ e ‘chiens’).

### Consonanti
Per quanto riguarda le parole parossitone, la desonorizzazione delle consonanti finali può ostacolare l'identificazione del genere (es. [nøf] ‘neuf’ e ‘neuve’), o dare luogo a omonimie ([bɑs] ‘basse’ e ‘base’, [bɑk] ‘bac’ e ‘bague’).
Il francese valdostano si caratterizza inoltre per la presenza occasionale di occlusive intervocaliche sonore ([ɛde] ‘aidé’ e ‘été’), per la semplificazione di nessi consonantici come per es. [-ps-], [-ks-] > [-s-] (*interrusion, *eseption) oppure [-kt-] > [-t-] (*doteur, *dialete), oppure [-mm-], [-dm-] > [-m-] (*aministration).
L'intonazione parossitona del francoprovenzale, che prevede un'opposizione fonetica sconosciuta in francese standard (róuza ‘rose’ vs. rouzá ‘rosée’) può influenzare il francese valdostano. Si osserva quindi una modifica dell'accentuazione causato dalla pronuncia di una vocale (finale) centrale neutra (schwa), o la paragogia di una 'e' aperta, che dà luogo a varianti fonetiche del tipo « lunë, tablë, écolë, montagnë, campagnë ».
Un jod è spesso presente prima delle consonanti occlusive velari sorde, come per es. que [kjə].

## Lessico
Come si osserva in francese svizzero, il francese valdostano conserva le forme sintetiche, già presenti in antico francese, dei numerali cardinali 70, 80 e 90.

Sebbene l'insegnamento scolastico preveda le varianti standard, l'uso locale prevede le forme septante, huitante e nonante invece rispettivamente di soixante-dix, quatre-vingts e quatre-vingt-dix.
I termini utilizzati per indicare i pasti sono gli stessi in uso nella maggior parte dei Paesi francofoni ad eccezione della Francia (Belgio, Canada, Svizzera e Africa francofona):
- Déjeuner = colazione
- Dîner = pranzo
- Souper = cena[2]

### Lista di valdostanismi
| Francese valdostano  | Francese standard                                                  | Italiano                                |
| -------------------- | ------------------------------------------------------------------ | --------------------------------------- |
| Adret                | Gauche orographique de la Doire baltée                             | Sinistra orografica della Dora Baltea   |
| Ape                  | Tricyle à moteur                                                   | Ape                                     |
| Après-dinée (s.m.)   | Après-midi                                                         | Pomeriggio                              |
| Arpian               | Gardien de vaches                                                  | Custode delle mucche                    |
| Artson (s.m.)        | Coffre                                                             | Cassaforte                              |
| Assesseur            | Adjoint du maire                                                   | Assessore                               |
| Bague                | Chose                                                              | Cosa                                    |
| Balosse (s.m.)       | Lourdaud                                                           | Zotico                                  |
| Bauze (s.m.)         | Tonneau de vin                                                     | Barile di vino                          |
| Borne                | Trou                                                               | Buco                                    |
| Bottes (desueto)     | Chaussures                                                         | Scarpe                                  |
| Brique (s.m.)        | Lieu escarpé                                                       | Scarpata                                |
| Briquer              | Casser                                                             | Rompere                                 |
| Cadoter              | Offrir un cadeau                                                   | Regalare                                |
| Cayon                | Porc                                                               | Maiale                                  |
| Chiquet              | Petit verre d'alcool                                               | Cicchetto                               |
| Choppe (s.m.)        | Grève                                                              | Sciopero                                |
| Crotte               | Cave                                                               | Cantina                                 |
| Chose (s.m. et f.)   | Fiancé(e)                                                          | Fidanzato/a                             |
| Couisse (s.m.)       | Tourmente de neige                                                 | Tormenta di neve                        |
| Déroché              | Tombé en ruines                                                    | In rovina                               |
| Contre-nuit (s.f.)   | Crépuscule                                                         | Crepuscolo                              |
| Envers               | Ubac                                                               | Destra orografica della Dora Baltea     |
| Fiance               | Foi, confiance                                                     | Fiducia                                 |
| Flou                 | Odeur                                                              | Odore                                   |
| Foehn                | Sèche-cheveux                                                      | Fon, asciugacapelli                     |
| Fruitier             | Fromager                                                           | Casaro                                  |
| Gant de Paris        | Préservatif                                                        | Preservativo                            |
| Garde-ville          | Agent de police                                                    | Agente di polizia                       |
| Geline               | Poule                                                              | Gallina                                 |
| Gorger               | Parler à voix haute                                                | Parlare ad alta voce                    |
| Hivernieux           | Logement de montagne                                               | Casa di montagna                        |
| Jaser                | Parler                                                             | Parlare                                 |
| Jouer (se)           | S'amuser                                                           | Divertirsi                              |
| Jube (s.f.)          | Veste                                                              | Giacca                                  |
| Junte                | Exécutif du Conseil de la Vallée d'Aoste ou d'un conseil municipal | Giunta                                  |
| Lèze (s.f.)          | Cheminée                                                           | Camino                                  |
| Maison communale     | Mairie                                                             | Municipio                               |
| Mayen                | Seconde maison en haute montagne                                   | Casa di alta montagna (1200-2000 metri) |
| Mécouley (s.m.)      | Gâteau                                                             | Pane dolce                              |
| Modon                | Bâton                                                              | Bastone                                 |
| Paquet               | Ballot de foin                                                     | Balla di fieno                          |
| Patate               | Pomme de terre                                                     | Patata                                  |
| Pistard(e)           | Celui/Celle qui dame une piste de ski                              | Battitore/-trice di piste da sci        |
| Planin(e), pianin(e) | Habitant(e) de la plaine                                           | Abitante della pianura                  |
| Poëlle (s.m.)        | Cuisine                                                            | Cucina                                  |
| Pointron             | Rocher pointu                                                      | Roccia appuntita                        |
| Quartanée            | Mesure valant cent toises (350 m²)                                 | Misura equivalente a 350 m²             |
| Quitter              | Laisser                                                            | Lasciare                                |
| Rabadan              | Personne de peu de valeur                                          | Persona trasandata                      |
| Rabeilleur           | Rebouteux, guérisseur traditionnel                                 | Osteopata tradizionale                  |
| Régent (desueto)     | Enseignant                                                         | Insegnante                              |
| Rond(e)              | Ivre                                                               | Ubriaco/a                               |
| Savater              | Donner des coups                                                   | Colpire                                 |
| Solan                | Plancher                                                           | Solaio                                  |
| Songeon              | Sommet                                                             | Cima                                    |
| Souper               | Repas du soir                                                      | Cena                                    |
| Syndic               | Maire                                                              | Sindaco                                 |
| Tabaquerie           | Bureau de tabacs                                                   | Tabaccheria                             |
| Tabeillon (desueto)  | Notaire                                                            | Notaio                                  |
| Téléphone cellulaire | Téléphone portable                                                 | Telefono cellulare                      |
| Tombin               | Plaque d'égout                                                     | Tombino                                 |
| Topié                | Treille                                                            | Pergola                                 |
| Troliette            | Tourteau, pain de noix                                             | Pani alle noci                          |
| Tsapoter             | Tailler le bois                                                    | Intagliare (il legno)                   |
| Tsavon               | Tête de bétail                                                     | Capo di bestiame                        |
| Vagner               | Semer                                                              | Seminare                                |
| Verne                | Aulne                                                              | Ontano                                  |

### Espressioni tipiche
Di seguito una lista di espressioni valdostane non presenti nel francese standard.
- Avoir le bouillon (dans le ventre) = essere agitato
- Donner ses pantalons = rinunciare
- Tirer en haut le pantalon = arrangiarsi
- Être mordu(e) = essere innamorato/a
- Monter dans la lune ou attraper le singe = essere ubriaco/a
- De course = velocemente, di corsa
- Bailler bas = colpire
- Faire chambette = inciampare, fare lo sgambetto
- Faire des potins = dare un bacio
- Laisser perdre = lasciar perdere
- Laver les chemises = criticare
- Tête d'oignon = testardo/a
- Être jeune comme l'ail = essere molto giovane
- Boire à cul blanc = bere tutto d'un fiato
- Rester sec = non sapere cosa rispondere
- C'est mon clou = è la mia ossessione
- Comme la neige d'antan - espressione che sottolinea l'assurdità di una richiesta d'aiuto o di una domanda
- Donner un biscuit à un âne = dare le perle ai porci